# Stefan Cichy

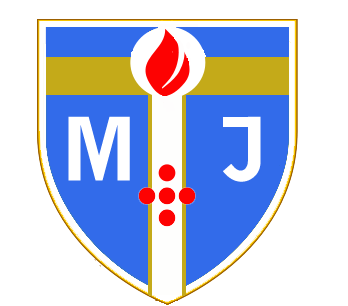
Wappen von Stefan Cichy

Stefan Cichy (* 30. März 1939 in Przyszowice im Powiat Gliwicki, Woiwodschaft Schlesien, Polen) ist emeritierter Bischof von Legnica (Liegnitz). 

## Leben
Stefan Cichy trat 1957 in das Priesterseminar in Krakau ein. Am 23. Juni 1963 von Koadjutorbischof Herbert Bednorz zum Priester geweiht, studierte er 1967 bis 1971 an der Päpstlichen Theologischen Fakultät in Krakau und anschließend an der Katholisch-Theologischen Fakultät der Universität Wien und promovierte 1974 zum Doktor der Theologie. Ab 1975 war er Professor für Liturgie am Priesterseminar in Krakau und ab 1980 in Kattowitz. Von 1980 bis 1992 war er Rektor des Priesterseminars in Kattowitz. 
Am 26. August 1998 ernannte Papst Johannes Paul II. Stefan Cichy zum Weihbischof in Kattowitz und zum Titularbischof von Bonusta; die Bischofsweihe erhielt er am 12. September 1998 von Damian Zimoń, dem Erzbischof von Kattowitz; Mitkonsekratoren waren Stanisław Szymecki, der Erzbischof von Białystok, und Wiktor Skworc, der Bischof von Tarnów. 
Sein Wahlspruch lautete: Per Crucem ad Lucem („Durch das Kreuz zum Licht“).
Am 26. August 1998 ernannte ihn Erzbischof Damian Zimoń zu seinem Generalvikar.
In der Polnischen Bischofskonferenz ist er Mitglied der Kommission für Gottesdienst und die Sakramentenordnung, von 2001 bis 2011 hatte er den Vorsitz in dieser Kommission.
Am 19. März 2005 wurde er zum Bischof von Liegnitz ernannt und am 30. April 2005 in der Kathedrale St. Peter und Paul in Liegnitz in sein Bistum eingeführt.
Papst Franziskus nahm am 16. April 2014 seinen altersbedingten Rücktritt an.